# 崔瑶 (鄂岳观察使)
崔瑶（？—857年），字韞中，貝州武城縣人，出自清河崔氏定著六房之一的清河小房，晚唐大臣崔郾子，兄崔瑀，弟崔瑾、崔璆。本人亦入仕為官。
崔瑶大和三年（829年）中进士，在藩镇任职，后入朝为官，会昌年间曾任起居郎，后累至中书舍人。大中六年（852年），主持科举，不久拜礼部侍郎。次年，出为浙西观察使，大中九年（855年）又迁鄂州刺史、鄂岳观察使，两年后终于位。
据《薛崇墓志》，崔瑶堂兄吏部尚书崔瓘出任潼关防御使，任秘书省正字薛崇为幕僚，除授四门博士、集贤校理，移任鄂岳观察使后又向宰相魏谟奏其为试大理评事、鄂岳观察判官，崔瓘被张毅夫接任后，薛崇被张毅夫留用。但崔瓘并无出任鄂岳观察使的记载，被张毅夫接任的鄂岳观察使当为崔瑶。故墓志所载崔瓘或为崔瑶之误，即崔瑶在任浙西观察使到调任鄂岳观察使期间，或曾任吏部侍郎、潼关防御使二职，但史书阙载。
曾作《授蕭寘充翰林學士制》。

## 传记资料
- 《旧唐书》卷155
- 《新唐书》卷163